# Žetale
 Žetale  est une commune située dans la région de Basse-Styrie au sud-est de la Slovénie à la frontière avec la Croatie. 

## Armoiries
Le blason et le drapeau de la commune sont principalement dans les couleurs jaunes et vertes. Ils représentent des feuilles et des fruits de châtaigniers. On y retrouve également une épée enflammée et la balance de l’archange Michel.

## Géographie
La commune est localisée en Basse-Styrie dans une région viticole au sud de la localité de Ptuj.

### Villages
Les villages de la commune sont Čermožiše, Dobrina, Kočice, Nadole et 
Žetale.

## Histoire
On a découvert des vestiges du Néolithique dans le village de Čermožiše. Žetale fut pour la première fois mentionné en 1228 sous le nom de Schiltarin. La région fut victime de plusieurs invasions ottomanes. Le nom actuel proviendrait d’un défenseur du village dénommé Zetal.
L’église Sv. Boštjan fut construite en 1415 en mémoire d’une épidémie de peste. L’église de Marija pomočnica remonte à 1725 et celle de Sv. Mihael à 1426. 

## Personnes célèbres
- Anton Hajšek (1827 – 1907) – patriote et éditeur des ouvrages de Anton Martin Slomšek;
- Jože Topolovec – écrivain.

## Démographie
Entre 1999 et 2021, la population de la commune est restée assez stable et légèrement supérieure à 1 000 habitants,.
Évolution démographique
| 1999  | 2000  | 2001  | 2002  | 2003  | 2004  | 2005  | 2006  | 2007  |
| ----- | ----- | ----- | ----- | ----- | ----- | ----- | ----- | ----- |
| 1 417 | 1 417 | 1 427 | 1 426 | 1 424 | 1 410 | 1 404 | 1 401 | 1 394 |
| 2008  | 2009  | 2010  | 2011  | 2012  | 2013  | 2014  | 2015  | 2016  |
| 1 357 | 1 337 | 1 338 | 1 334 | 1 345 | 1 344 | 1 335 | 1 308 | 1 289 |
| 2017  | 2018  | 2019  | 2020  | 2021  |       |       |       |       |
| 1 295 | 1 301 | 1 297 | 1 311 | 1 303 |       |       |       |       |